# Джина Гогян
Джина Гогян  (рум. Gina Gogean, 9 вересня 1978) — румунська гімнастка, олімпійська медалістка.

## Виступи на Олімпіадах
| Олімпіада      | Дисципліна        | Місце              |
| -------------- | ----------------- | ------------------ |
| Барселона 1992 | абсолютний залік  | 6                  |
| Барселона 1992 | командний залік   | 2                  |
| Барселона 1992 | вільні врави      | 8T (кваліфікація)  |
| Барселона 1992 | опорний стрибок   | 5                  |
| Барселона 1992 | різновисокі бруси | 17T (кваліфікація) |
| Барселона 1992 | колода            | 19 (кваліфікація)  |
| Атланта 1996   | абсолютний залік  | 2                  |
| Атланта 1996   | командний залік   | 3                  |
| Атланта 1996   | вільні врави      | 7                  |
| Атланта 1996   | опорний стрибок   | 3                  |
| Атланта 1996   | різновисокі бруси | 22 (кваліфікація)  |
| Атланта 1996   | колода            | 3                  |